# Kocsis András (szobrász)
Kocsis András, született Kocsis Andor (Kolozsvár, 1905. július 31. – Budapest, 1976. október 26.) Kossuth- és Munkácsy Mihály-díjas magyar szobrászművész.

## Élete
Kolozsvárról előbb Budapestre, majd Vajszkára költözött családjával. Édesanyja korai (1907-es halálát követően költöztek az akkor még önálló Rákospalota nagyközség Istvántelek városrészébe. Ettől kezdve kisebb kitérőkkel Rákospalotához, majd Budapest XV. kerületéhez kötődött, itt alkotott, az itteni kulturális-művelődési közélet aktív tagja volt. Felesége Novák Józsa (1907–1985), lánya Kocsi Máris díszlettervező (1944-2014) volt. Rákospalotai házukon emléktábla hirdeti, hogy ott volt a műterme.

## Pályája
Az újpesti faipari szakiskolába járt, 1923-tól Mátrai Lajos és Pásztor János növendéke volt az Iparművészeti Iskolában, ahol díszítő szobrászatot tanult, majd Kisfaludi Strobl Zsigmond műhelyében dolgozott. 1926 óta szerepelt kiállításokon. 1924 és 1928 között Pásztor János műtermében is dolgozott. Tanulmányait 1928 és 1931 között Kisfaludi Strobl Zsigmond növendékeként folytatta a Képzőművészeti Főiskolán.
Első jelentős alkotása a budapesti Sportcsarnok 18 m hosszú, 32 alakos alumínium reliefje (1941) volt, 32 alakos fríze a sportok születését és történetét mutatja be az ókori kelet relieftechnikáját is kamatoztatva. A második világháború után sokat foglalkoztatott emlékműszobrász lett, számos köztéri alkotása ma is városképi jelentőségű. A klasszikus hagyományokat követő természetelvű szobrászat képviselője volt, gyakran a testek tömegét hangsúlyozta, ugyanekkor egyszerűek és nagyvonalúak is figurái. Életének késői szakaszában a 19. századi zsánerszobrászat hagyományait folytatta.
Több műve a Magyar Nemzeti Galériában látható. Kisplasztikái többnyire a dolgozó embernek állítanak emléket (Arató lány, Magvető asszony).

## Galéria

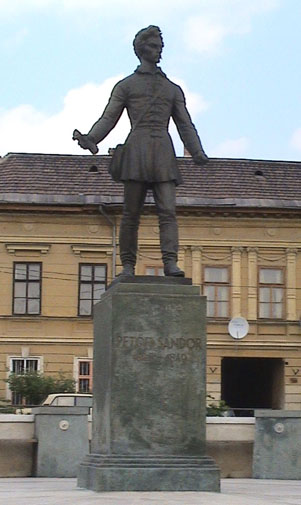
Petőfi Sándor szobra Miskolcon, 1951.
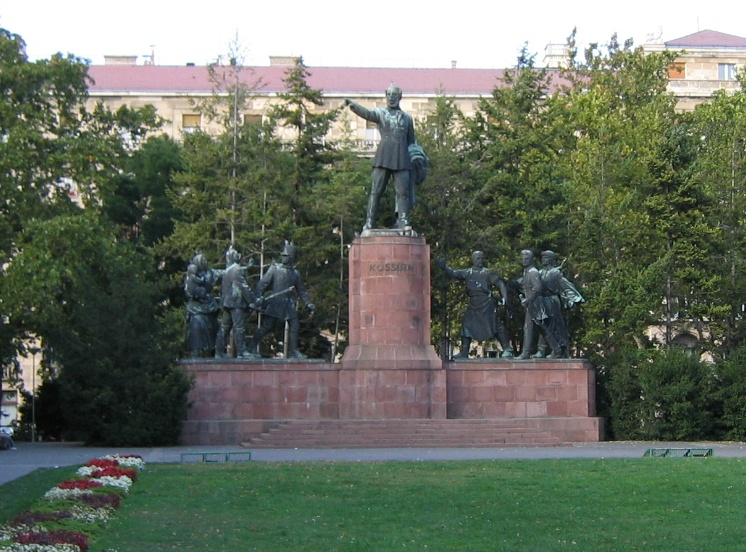
Kossuth-emlékmű Budapesten, 1952.
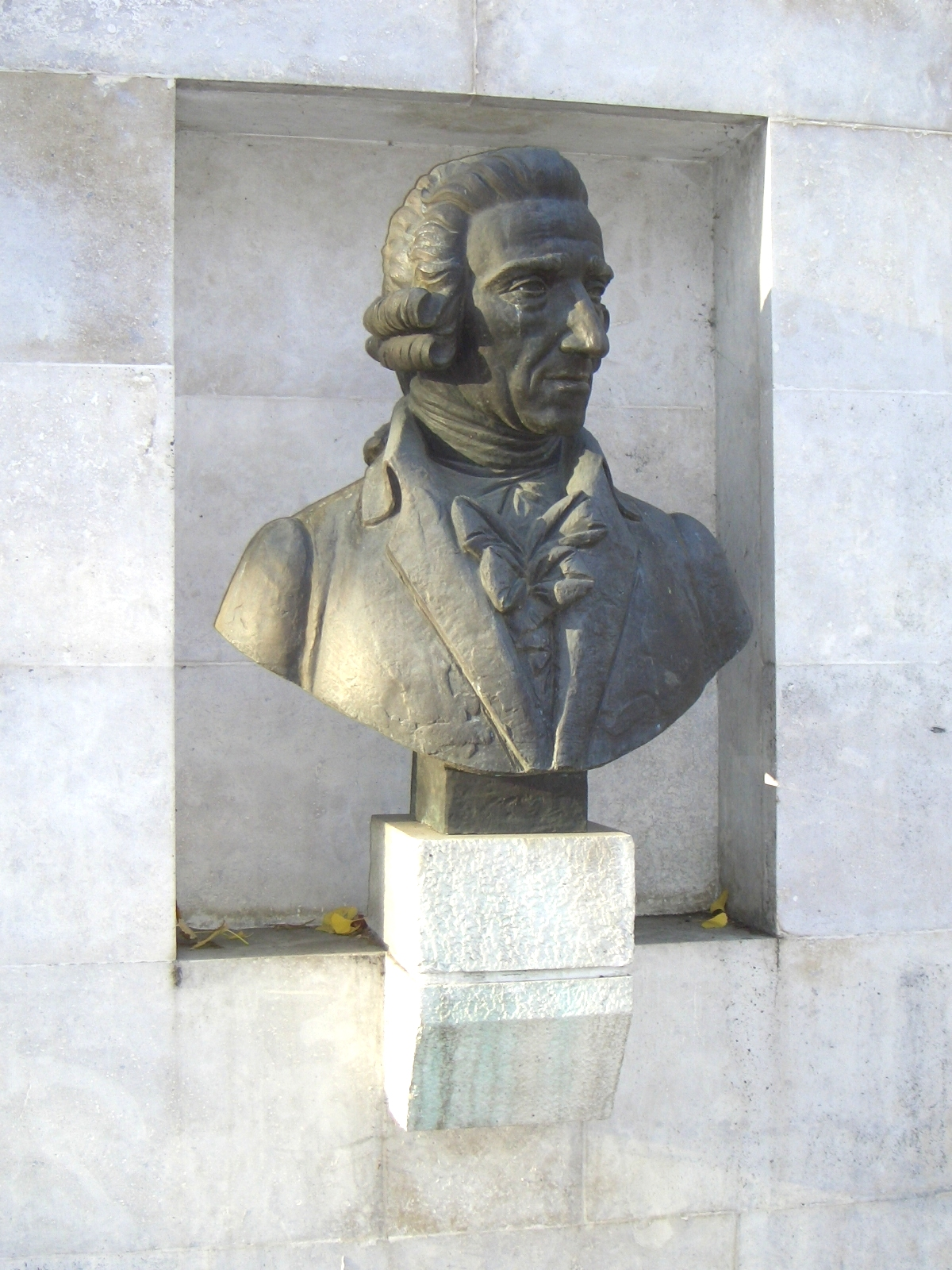
Haydn mellszobra a budapesti Horváth-kertben, 1960.
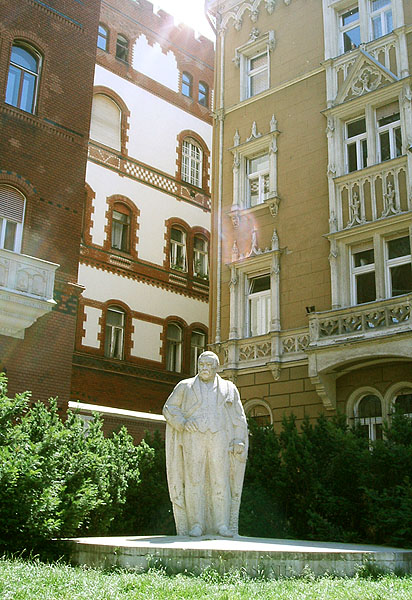
Mikszáth szobra Budapesten, 1960.
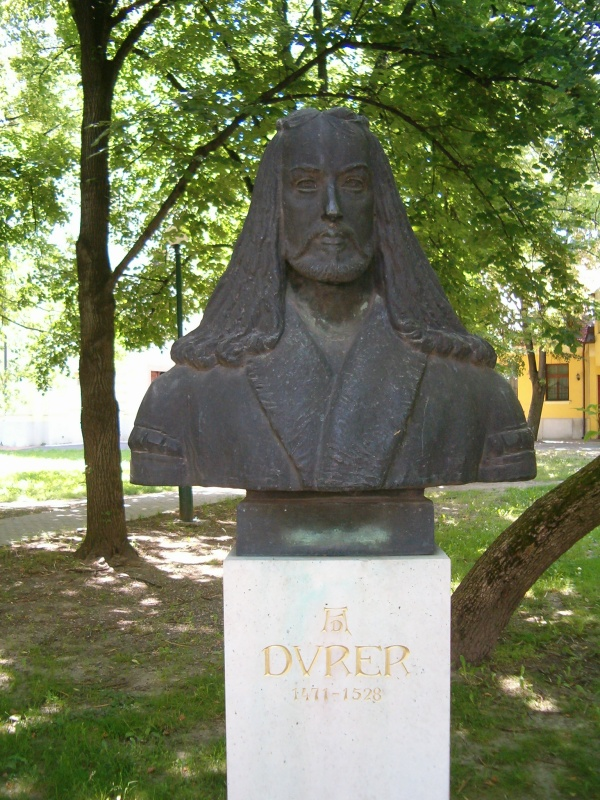
Dürer mellszobra Gyulán, 1963.

## Főbb művei

### A második világháború előtt
- Arató lány, 1937;
- Apai szeretet, 1939;
- Vetkőző, 1940 körül;
- Nádvágó, 1941;
- Halászok, 1947.
- Pásztorlány, 1941 (köztéri, Nyíregyháza)

### Emlékművek és emlékszobrok
- Szovjet repülősök emlékműve Vigadó tér, 1945 (1956-ban lerombolták)[4]
- Szovjet hősi emlékmű, Újpest, 1947;
- Szondy György, Budapest VI. kerülete, Kodály körönd, 1952;
- Lenin emlékmű, Veszprém;
- Román emlékmű, 1962, (Debrecen);
- Kossuth-emlékmű 6 mellékalakja (Budapest V. kerülete, Kossuth Lajos tér, Ungvári Lajossal együtt, 1952).
- Zichy Mihály, 1957, Budapest, Margit-sziget;
- Mikszáth, 1960, Budapest VIII. kerülete,  Mikszáth Kálmán tér;
- Haydn, 1960, Budapest I. kerülete, Horváth-kert;
- Mechwart András, 1965, Budapest II. kerülete, Mechwart tér).
- Dürer szobra (Gyula, 1963)

### Egyéb alkotások a második világháború után
- Parasztasszony,
- Kucsmás férfi.

## Társasági tagság
- Képzőművészek Új Társasága
- Új Művészek Egyesülete
- Képzőművészeti Egyesület

## Díjak, elismerések (válogatás)
- Szinyei Társaság dicsérete (1930);
- Neuschloss Knüssl Kornél-bronzérem és Balló Ede 5000 pengős díj (1939);
- Kossuth-díj (1953);
- Munkácsy Mihály-díj (1956);
- SZOT-díj (1967);
- Érdemes művész (1972).